# Белла Хадід
Ізабелла «Белла» Хаїр Хадід (також Гадід) (англ. Isabella «Bella» Khair Hadid, нар. 9 жовтня 1996, Вашингтон) — американська супермодель, яка підписала контракт з IMG Models в 2014 році. 2016 році отримала премію «Модель року» Daily Front Row.

## Ранні роки
Народилася 9 жовтня 1996 у Вашингтоні, в сім'ї телеведучої і колишньої моделі Іоланди Хадід (уродженка Нідерландів, до шлюбу Іоланда ван ден Херик) і американського мультимільйонера палестинського походження Мохамеда Хадіда. По лінії батька вона походить від Захір аль-Умарa, еміра Назарету та шейха Галілеї. У Белли є старша сестра, модель Джіджі Хадід, і молодший брат, Анвар Хадід. Також у неї є дві старші сестри, Маріель і Алана, з боку її батька і п'ять зведених сестер з боку її вітчима, Девіда Фостера. Вона та її брат із сестрою виросли на ранчо в Санта-Барбарі. Через 10 років родина переїхала до Беверлі-Гіллз
Має складний характер. Коли старша сестра Джіджі на відмінно вчилася в школі і була слухняною, вона влаштовувала скандали й привертала до себе увагу. Сестри завжди були дуже дружні і намагалися весь вільний час проводити разом. Белла Хадід говорить, що саме батьки є її постійними натхненниками і мотиваторами. Вони досягли всього, не маючи багатих батьків, тому вчили дітей завжди йти до своєї мети і досягати її, незважаючи ні на що. Завдяки цьому Белла пішла в модельний бізнес і стала фінансово незалежною.
Підлітком Хадід успішно займалася кінним спортом і спочатку планувала брати участь в Олімпійських іграх 2016 року в Ріо-де-Жанейро, але пізніше не змогла тренуватися і брати участь у змаганнях. У жовтні 2015 року було оголошено, що вона має хворобу Лайма. У її матері і брата Анвара ця хвороба була діагностована у 2012 році.
У підлітковому віці Хадід працювала в кафе «Sunlife Organics». У шкільні роки вона займалася на домашньому навчанні, після чого вступила в школу дизайну.
Восени 2014 року почала вивчати фотографію, записалась на курси і має власну колекцію зображень, але припинила через успіх у модельній кар'єрі.

## Модельна кар'єра

### 2012—2014: Рання творчість
Модельну кар'єру почала в 16 років з комерційного проєкту для Флінна Ская. Також з'являлася в модельних проєктах, таких як «The Swan Settings» Леси Амур з актором Беном Барнсом і «Smoking Hot» Голлі Коупленд. Хадід також була моделлю для колекції Hanna Hayes осінь/зима 2013 і працювала перед рекламною кампанією Chrome Hearts, сімейного бренду її найкращої подруги Джессі Джо Старк.

### 2014—2015: Популярність
Підписала контракт з IMG Models 21 серпня 2014 року. Вона дебютувала на Тижні моди в Нью-Йорку у вересні, виступаючи для Desigual. У грудні Хадід вперше з'явилася на обкладинці журналу Jalouse і була представлена на 27 день календаря журналу LOVE Magazine.
У лютому 2015 року дебютувала на подіумі, показавши колекцію Тома Форда осінь/зима 2015. У квітні вона була представлена у двох випусках CR Fashion Book Карін Ройтфельд — « Body By Bella» і «Fantasy Campaigns». У травні брала участь у 22-му гала-концерті amfAR «Кіно проти СНІДу».
Навесні була представлена в кампанії Botkier Bags. У серпні знялася в рекламній кампанії Victoria's Secret Pink Holiday разом з моделями Рейчел Гілберт і Девон Віндзор. Восени була представлена в кампанії для Boghossian Jewelry. Наприкінці 2015 року на Тижні моди в Нью-Йорку Хадід виступала для Diane von Fürstenberg, Tommy Hilfiger, Marc Jacobs і закривала показ Jeremy Scott. На Лондонському тижні моди виступила для Topshop Unique і Giles. На Міланському тижні моди виступала для Philipp Plein, Moschino, Missoni і Bottega Veneta. На Паризькому тижні моди — для Balmain. У грудні 2015 року дебютувала в Chanel, вперше виступивши на Métiers d'Art у Римі.
З'явилася на обкладинці Seventeen у листопаді 2015 року. Також знялася у святковій кампанії Topshop разом із вісьмома моделями, і знову була на 14 і 15 дні в календарі журналу LOVE Magazine. Хадід із сестрою Джіджі знялися в кампанії Balmain восени 2015 року і в рекламній кампанія Ralph Lauren Denim & Supply восени 2015 року. Вона знялася разом із Xiao Wen Ju в Samsung Fall/Winter Look Book, яка поєднує в собі технології та моду.
Протягом 2015 року Хадід знімала редакційні статті для кількох журналів, зокрема Vogue Australia, Vogue Girl Japan, Harper's Bazaar, GQ, W Magazine, Town and Country, Pop Magazine, Glamour Magazine та Elle. Вона також з'являлася на обкладинках журналів Unconditional Magazine, Grey Magazine, V Magazine (разом із сестрою Джіджі), Editorialist, Wonderland 's 10th Birthday Issue, S Moda, Evening Standard, Teen Vogue та в осінньо-зимовому випуску журналу Twin.

### 2016—2017: Прорив
У січні 2016 року Белла Хадід дебютувала в Chanel Couture під час весняно-літнього тижня високої моди в Парижі. Знялася в кампанії Marc Jacobs «Моя Америка». У лютому виступила для Fenty x Puma на Тижні моди в Нью-Йорку. Вона виступала ексклюзивно для Givenchy, Chanel і Miu Miu на їхніх показах на Тижні моди в Парижі в березні. Також знялася в кампанії Joe's Jeans Spring 2016. У травні дебютувала в австралійській моді на Mercedes-Benz Fashion Week, ексклюзивно відкриваючи та закриваючи показ Misha Collection Resort 17. Вона також брала участь у 23-й гала-концерті amfAR Cinema Against AIDS Gala та Dior Cruise 2017 у Лондоні.
31 травня 2016 року Хадід стала амбасадоркою Dior Makeup. Вона знялася в вебсеріалі модного дому під назвою Dior Makeup із Беллою Хадід, а також створила уроки використання їхнього макіяжу для YouTube-каналу американського Vogue. У червні вона брала участь у рекламній кампанії Givenchy Menswear Fall 2016 у Haute Couture під час Тижня моди в Парижі. У липні виступила для Versace, Dior і закрила показ для Alexandre Vauthier. Потім закрила показ кампанії Fendi Haute Couture у Римі.
Хадід розпочала сезон весна/літо 2017 під час Тижня моди в Нью-Йорку, відкривши для DKNY та виступаючи для Michael Kors, Anna Sui, Ralph Lauren і Marc Jacobs.
Під час тижня моди в Лондоні вона ексклюзивно відкривала Versus Versace. Під час Тижня моди в Мілані відкривала покази для Alberta Ferretti і Fendi, виступала для Max Mara, Moschino, Versace і Bottega Veneta і закривала покази для Philosophy di Lorenzo Serafini. Вона також знялася в кампанії Topshop Denim. У червні була представлена в осінньо-зимовій кампанії Givenchy. У липні вона разом із Frank Ocean, Кейт Мосс та іншими була представлена в кампанії Calvin Klein осінь/зима. У серпні знялася в рекламній кампанії JW Anderson Fall/Winter. Хадід також сфотографувала своїх близьких друзів, сім'ю Старків, для W Magazine. У жовтні вона знялася в кампанії Misha Collection «Gold by Misha». 30 листопада дебютувала на Victoria's Secret Fashion Show.
13 грудня Хадід анонсувала свою першу лінію одягу разом із давнім другом і партнером Chrome Hearts.
Протягом 2016 року вона з'являлася на обкладинках Seventeen Mexico, Self Service Magazine, CR Fashion Book « #CRGirls», V Magazine, Harper's Bazaar (Іспанія, Японія, Австралія та Росія), Elle (Бразилія, США, Велика Британія, Таїланд, Індонезія та Малайзія), Allure, Double Magazine, Glamour (Німеччина, США, Росія, Угорщина, Румунія, Болгарія, Туреччина та Ісландія), Exit Magazine, W Magazine Korea, L'Officiel Russia, Sunday Times Style, Британія GQ, Flare та Paper Magazine. У травні Хадід з'явилася на своїй першій обкладинці Vogue для Vogue Туреччина та дебютувала у короткометражному фільмі Тайлера Форда «Приват». У серпні вона з'явилася на обкладинці Vogue Me з корейським репером G-Dragon. У вересні вона з'явилася ще на трьох обкладинках Vogue для Японії, Vogue Italia та Парижа разом із моделлю Тейлор Гілл. Вона також була зіркою адвент-календаря журналу LOVE 2016 року.
У січні 2017 року Хадід брала участь у кампанії чоловічого одягу Givenchy осінь/зима в Парижі. Вона також виступала для Chanel і відкривала показ для Alexandre Vauthier. У лютому стала амбасадоркою лінійки аксесуарів Bulgari та TAG Heuer. Брала участь у шоу своєї сестри Джіджі, спільному шоу Tommy Hilfiger Tommy x Gigi в Лос-Анджелесі та закривала шоу H&M Studio в Парижі. Обидва виступи були доповненнями до сезону в останню хвилину. Під час Тижня моди в Нью-Йорку Хадід відкривала покази Prabal Gurungi Zadig & Voltaire, виступали для Alexander Wang, Sies Marjan, Carolina Herrera, Brandon Maxwell, Michael Kors, Anna Sui і Ralph Lauren, і закривала для Oscar de la Renta. Під час Лондонського тижня моди вона була ексклюзивним відкриттям показу Versace Versus.
У Мілані Хадід виступала для Alberta Ferretti, Fendi, Moschino та Versace. На завершення сезону в Парижі вона виступила для Lanvin, Chanel, Alexandre Vauthier і відкрила показ для Off-White. З'являючись на Каннському кінофестивалі 2017, вона брала участь у шоу Наомі Кемпбелл Fashion for Relief і на гала-концерті amfAR Cinema Against AIDS. На Тижні високої моди відкрила покази для Alexandre Vauthier і виступила для Miu Miu Resort, Maison Margiela та Fendi.
Белла та Джіджі Хадід разом розпочали весняно-літній сезон, знявшись у кампаніях Fendi та Moschino. Вона також знімалася в кампанії для Zadig & Voltaire разом зі своїм молодшим братом Анваром. Вона знялася сольно для кампаній DKNY, TAG Heuer і Boghossian. Вона також знялася в рекламній кампанії Ochirly Spring and Summer і в колекційній кампанії Zayn x Versus. У своїй першій кампанії краси знялася для туші Dior Makeup «Pump N' Volume». Зняла свою першу кампанію з Nike для Nike Cortez. Знялася як обличчя аромату Bulgari Goldea Roman Night і колекції Serpiniti. Зняла другу кампанію аксесуарів для Max Mara та знялася в кампанії Penshoppe «Generation». Протягом сезону Хадід зіграла разом із Майлзом Макмілланом у Giuseppe Zanotti, іх Джастіном Гроссманом у NARS Cosmetics та Кендалл Дженнер у кампанії Ochirly's Fall.
Перша обкладинка Хадід у 2017 році була передруком її редакційної статті з W Magazine United States. Його було передруковано для січневого випуску W Magazine Korea. Її перша нова обкладинка цього року була для Teen Vogue, з'явившись разом зі своєю найкращою подругою Джессі Джо Старк. У квітні вона з'явилася на обкладинці Vogue China. У червні знялася для обкладинки Vogue Italia. У вересні Хадід перевищила свої показники минулого року з Elle Russia та Harper's Bazaar China. Вона також побила рекорд за кількістю вересневих обкладинок Vogue за один рік (раніше належав Даутцен Крус у 2013 році та Лінді Євангелісті у 1993 році), з'явившись у п'яти міжнародних виданнях: Китай, Іспанія, Бразилія, Австралія та Аравія. Вона також з'явилася на обкладинці CR Fashion Book, Grazia, Sunday Times Style, Porter Magazine, ELLE (Сполучені Штати, Китай, Росія та Франція), InStyle та 032c.
Вона також працювала над статтями для Vogue Paris, LOVE Magazine, V Magazine і Dazed.

### 2018–донині: Подальше визнання
У січні 2018 року Хадід з'явилася на обкладинці Vogue Korea. У березні вона знялася на обкладинці британського Vogue разом з сестрою Джіджі. У травні з'явилася на обкладинці Vogue Japan. У липні знялася для обкладинок Cosmopolitan Germany, Harper's Bazaar і Vogue México. У вересні була на обкладинках Allure і Pop Magazine. У жовтні з'явилася на обкладинці Harper's Bazaar Arabia. Осінній сезон 2018 Хадід відкрила Off-White на Паризькому тижні моди. У Мілані вона виступала для Tommy Hilfiger, Missoni, Roberto Cavalli, Tod's, Fendi, Moschino, Alberta Ferretti та Max Mara. У Нью-Йорку виступала для Michael Kors, Anna Sui, Ralph Lauren, Prabal Gurung, Brandon Maxwell і Jason Wu. 8 листопада Хадід втретє брала участь у показі Victoria's Secret Fashion Show.
У лютому 2019 року на Тижні моди в Парижі Хадід виступила для Redemption, Haider Ackerman і Off-White. У Мілані вона виступала для Versace, Missoni, Philosophy Di Lorenzo Serafini, Max Mara, Fendi, Versace, Alberta Ferretti, Moschino та Roberto Cavalli. Потім вона йшла на шоу CR Runway до 90-ї річниці разом з моделями Іриною Шейк і Джоан Смоллс. У Нью-Йорку виступала для Oscar de la Renta, Michael Kors, Brandon Maxwell і Savage x Fenty. У березні вона знялася на обкладинці Vogue Russia. У квітні була на обкладинці Vogue Greece. У червні з'явилася на обкладинках Vogue Japan та Vogue España. Вона вдруге з'явилася на обкладинці Vogue Japan у липні. У червні з'явилася на обкладинці ELLE France.
У лютому 2020 року на Тижні моди в Нью-Йорку Хадід виступила для Tom Ford, Brandon Maxwell, Oscar de la Renta, Rodarte, Khaite і Michael Kors. Вона також брала участь у осінній кампанії Марка Джейкобса. У Парижі виступала для Thierry Mugler і Lanvin. У Мілані вона виступала для Boss, Missoni, Versace, Tod's, Moschino, Fendi, Max Mara і Alberta Ferretti. Вона також з'явилася на обкладинці Vogue Hong Kong. У квітні з'явилася на обкладинках Vogue Korea та Vogue Greece. У червні з'явилася на обкладинці Vogue Paris, з сестрою Джіджі. У серпні була на обкладинці ELLE. Її обкладинку зняла старша сестра. У вересні з'явилася на обкладинці Vogue Italia. У грудні знялася для обкладинки Vogue Japan.
У лютому 2021 року Хадід виступила для осінньої кампанії Givenchy. У березні вона брала участь у віртуальній кампанії весна/літо Mugler і з'явилася в кампанії Boss x Russell Athletics. Вона також з'явилася на обкладинці Vogue España. У травні брала участь у шоу Versace AW21. У червні, під час Паризького тижня моди, вона брала участь у показі Jacquemus «La Montagne». У липні на Каннському кінофестивалі її сукня високої моди від Maison Schiaparelli привернула увагу. На Тижні моди в Парижі 2022 Хадід закрила показ Coperni весна 2023, під час якого прямо на моделі створили сукню за технологією Fabrican.

## Благодійність
У листопаді 2018 року на День Подяки Белла Хадід зголосилася допомогти приготувати 500 страв для місії Bowery від імені System of Service, Hashtag Lunch Bag і Nike.
У квітні та травні 2020 року Хадід оголосила, що зробила пожертву місцевим продовольчим банкам у Нью-Йорку та організації Feeding America для підтримки допомоги хворим на COVID-19. У травні вона оголосила, що буде підтримувати та робити пожертви таким благодійним організаціям, як Preemptive Love, UNRWA USA і Middle East Children's Alliance (MECA), щоб допомогти біженцям.
Хадід підтримала рух Black Lives Matter. Коли протести відновилися в травні 2020 року, Хадід оголосила, що зробить пожертву в NAACP Legal Defense Fund. У червні Хадід виставила на аукціоні свої черевики Miu Miu в рамках благодійного аукціону, організованого британським Vogue, всі гроші пішли на користь NHS Charities Together і NAACP.
У липні Хадід виставила на аукціон одяг, який вона створила вдома під час карантину, всі виручені кошти були спрямовані таким організаціям, як Your Rights Camp і Feeding America. У серпні, після вибуху в Бейруті, Ліван, вона оголосила, що збирається пожертвувати тринадцяти благодійним організаціям у Лівані.
У вересні Хадід пожертвувала частину свого одягу на розпродаж у Брукліні, який пішов на користь таких організацій, як Abundant Beginnings Collective і Brooklyn Supported Agriculture

## Нагороди та номінації
| Рік  | Тип                                     | Нагорода                                               | Результат |
| ---- | --------------------------------------- | ------------------------------------------------------ | --------- |
| 2015 | Model.com Industry Awards               | Зірковий прорив: жінки (вибір читачів)                 | Перемога  |
| 2016 | First Annual Fashion Los Angeles Awards | Модель року                                            | Перемога  |
| 2016 | GQ Men of the Year Awards               | Модель року                                            | Перемога  |
| 2016 | British Fashion Awards                  | Міжнародна модель року                                 | Номінація |
| 2016 | Models.com Industry Awards              | Модель року: жінка (вибір критиків)                    | Перемога  |
| 2016 | Models.com Industry Awards              | Модель року: жінка (вибір читачів)                     | Номінація |
| 2016 | Models.com Industry Awards              | Зірка року в соціальних мережах: жінка (вибір читачів) | Номінація |

## Фільмографія

### Телебачення
| Телешоу                           | Роль              |
| --------------------------------- | ----------------- |
| Keeping Up With The Kardashians   | Камео             |
| Real Housewives of Beverly Hills  | В ролі самої себе |
| Making a Model with Yolanda Hadid | В ролі самої себе |
| Ramy                              | Lena              |

### Короткометражні фільми
| Рік  | Фільм   | Режисер    | Роль            |
| ---- | ------- | ---------- | --------------- |
| 2016 | Private | Tyler Ford | Без імені/ себе |

### Музичні відео
| Рік  | Виконавець           | Назва           |
| ---- | -------------------- | --------------- |
| 2014 | Jesse Jo Stark       | Down Your Drain |
| 2014 | Jesse Jo Stark       | Baby Love       |
| 2015 | The Weeknd           | In the Night    |
| 2015 | Belly ft. The Weeknd | Might Not       |

## Особисте життя

### Правові питання
22 липня 2014 року Хадід була заарештована та звинувачена у водінні в нетверезому стані. Її водійські права були призупинені на один рік і їй дали 6 місяців випробувального терміну. Хадід також зобов'язали виконувати 25 годин громадських робіт і відвідувати 20 годин зустрічей Анонімних Алкоголіків

### Стосунки
З квітня 2015 року Хадід зустрічалась з американським співаком The Weeknd. Познайомились під час роботи Хадід над оформленням альбому The Weeknd — Beauty Behind the Madness. У грудні 2015 року пара зробила перерву в стосунках, але незабаром возз'єдналася. Наприкінці 2016 року стало відомо, що «Абель та Белла порвали стосунки через дуже щільний графік обох... Але вони досі люблять одне одного і розлучаються друзями» — інсайдер журналу People. У 2018 році вони налагодили стосунки.
У липні 2020 року Хадід почала зустрічатися з арт-директором Марком Калманом. Стосунки було оприлюднено 8 липня 2021, під час перебування Хадід на Паризькому тижні моди та Каннському кінофестивалі

### Релігія та політичні погляди
Обговорюючи свою опозицію до імміграційної політики президента Трампа в 2017 році, Хадід заявила, що «пишається тим, що є мусульманкою», згадуючи історію свого батька як біженця. У березні 2022 року Хадід розповіла, що веде духовний спосіб життя, і хоча її родина не була релігійною, вона виросла, вивчаючи юдаїзм і цікавлячись ісламом.
У січні 2017 року Хадід відвідала марш «Ні забороні, ні стіні» в Нью-Йорку. 8 грудня Хадід приєдналася до протестів у Лондоні проти рішення Трампа перенести посольство США в Ізраїлі та визнати Єрусалим столицею Ізраїлю
Під час ізраїльсько-палестинської війни Хадід підтримала Палестину.. Вона також звернулася до президента Байдена, попросивши посприяти припиненню вогню в Газі. Після цього компанія Dior припинила співпрацю з Хадід. Пізніше компанія Adidas теж припинила співпрацю з моделлю.

### Україна
Під час російського вторгнення в Україну 2022 року Белла Хадід заявила, що частину зароблених коштів на Тижні моди передасть організаціям, які надають допомогу українцям.